# Entasis

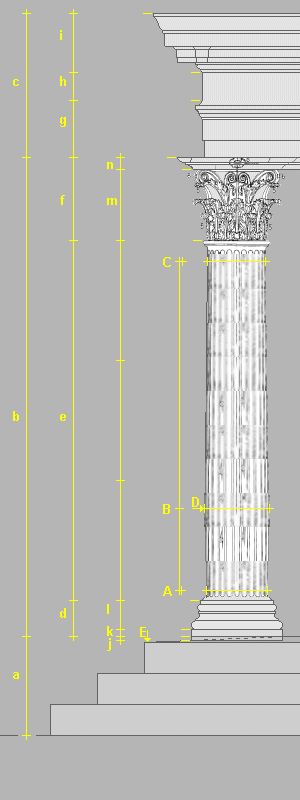
Une colonne corinthienne présentant une entasis en D.

L'entasis (du grec ἔντασις, « tension ») est une technique d'architecture qui consiste à bomber légèrement le fût des colonnes. Selon une explication qui remonte à Héron d'Alexandrie, il s'agit de compenser une illusion d'optique qui donnerait au spectateur l'impression que les côtés des colonnes sont concaves s'ils étaient parfaitement rectilignes. Employé dans  l'Antiquité grecque et romaine pour les différents ordres architecturaux, mais plus particulièrement dans les temples doriques, ce procédé est illustré par le Parthénon. Il fut réutilisé par Palladio et redécouvert par l'Europe du XVIIIe siècle sous l'influence du néoclassicisme.

## Principe

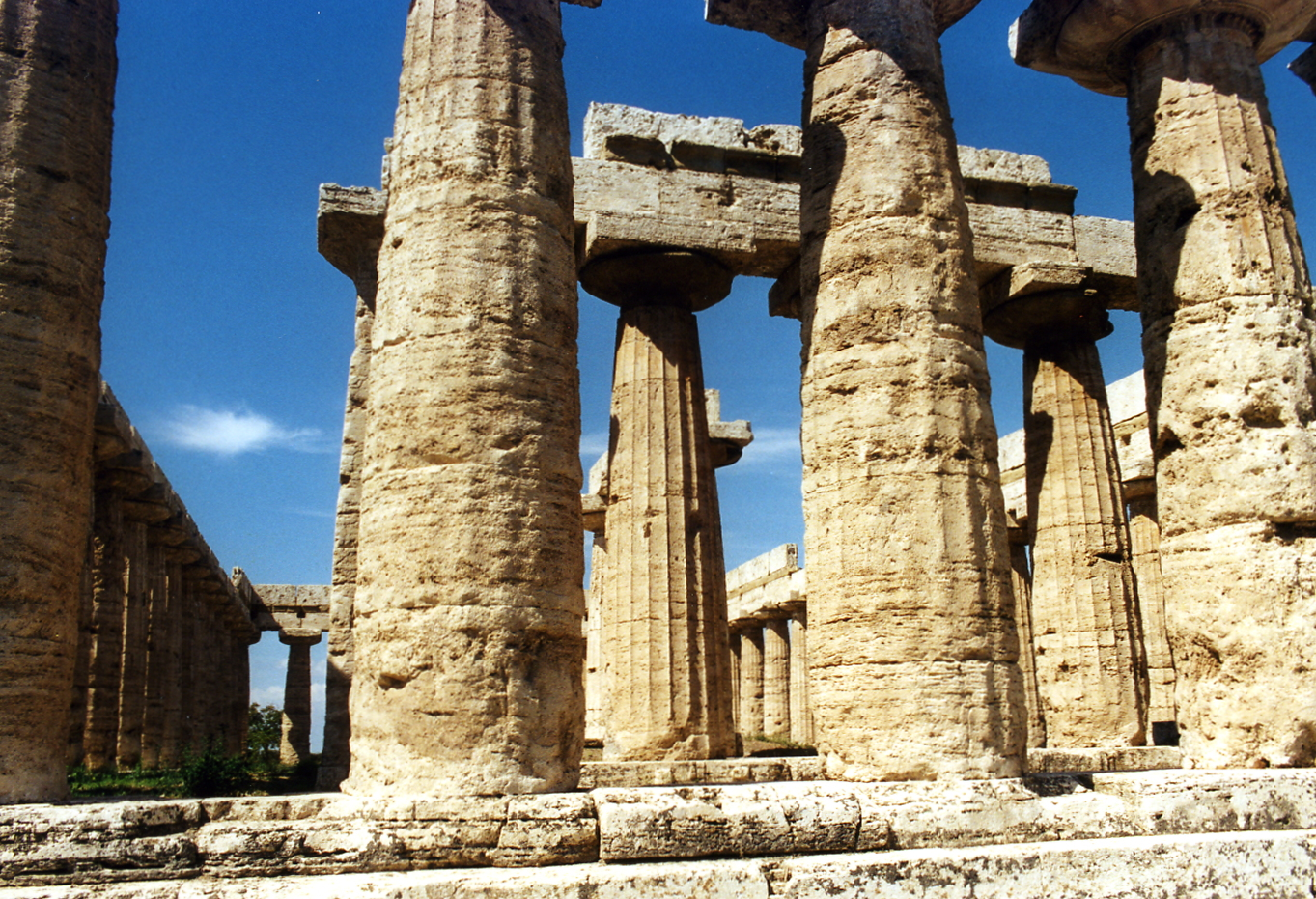
Les colonnes doriques du temple d'Héra (Paestum).

Héron d'Alexandrie a décrit le principe de l'entasis : une colonne cylindrique tend à sembler plus étroite en son milieu, et la courbe convexe, en l'élargissant, rétablit la ligne droite. Vitruve évoque pour sa part le « profil doux et gracieux » de ce renflement situé à mi-hauteur, ou vers le tiers de la hauteur. 
On en trouve de multiples exemples en Grèce et en Grande-Grèce : le temple d'Apollon à Bassae, le Parthénon, l'Érechtéion, le temple d'Athéna à Assos ou le temple d'Héra à Paestum, le galbe étant plus prononcé dans ce dernier cas.
L'architecte britannique Charles Robert Cockerell s'aperçut de cette particularité lors de son Grand Tour en Europe, en 1811, en examinant les colonnes du temple d'Aphaïa sur l'île d'Égine. Dans une lettre à son père, il exprima sa surprise devant « un phénomène des plus curieux qui a jusque-là échappé à James Stuart et aux plus précis des observateurs, en fait, il est si délicat que si on ne le mesure pas, il n'est pas discernable à l'œil nu ». Cette découverte contribua à faire de lui l'un des principaux artisans du Greek Revival.
Quatremère de Quincy a consacré un article à l'entasis dans l'Encyclopédie méthodique (1782-1832), sous le titre « Renflement ».

## Débats
Plusieurs auteurs réfutent l'explication traditionnelle de la correction d'une illusion d'optique. Certains attribuent l'entasis à la nécessité de rendre la colonne plus solide. Le renflement d'une colonne travaillant en compression participe à sa résistance au flambage. Son rôle serait donc technique. D'autres font remarquer que la distorsion visuelle qu'elle est censée corriger ne se vérifierait dans aucune expérience connue. Ils rejoignent ainsi l'opinion classique selon laquelle l'entasis répond à un dessein esthétique.
Sans parler d'illusion d'optique, des auteurs expliquent que le renflement des colonnes communique une impression de force et de solidité. La même forme se trouve dans des cultures différentes, comme le site de Machu Picchu ou les pyramides de Gizeh dont les arêtes courbes donnent l'illusion d'être droites.